# Jet Set Radio
Jet Set Radio (Jet Grind Radio in Nordamerika) ist ein Videospiel, das von dem Spieleentwickler Smilebit (Division von Sega) am 23. November 2000 in Deutschland veröffentlicht wurde. Jet Set Radio wurde für die Spielekonsole Sega Dreamcast entwickelt, obwohl später das Spiel für Game Boy Advance und der Nachfolger Jet Set Radio Future für Xbox erschien.

## Geschichte
Jet Set Radio wurde bereits im Jahr 1999 auf der Tokyo Game Show angekündigt und rief ein erstaunliches Interesse der Presse hervor, auf Grund der inzwischen verbreiteten 3D-Rendertechnik Cel Shading. Cel-shading erlaubt ein zeichentrickfilm-ähnliches Aussehen der gerenderten Objekte.
Die Veröffentlichung Jet Grind Radio in den USA enthielt gegenüber der japanischen zwei neue Karten, mehrere neue Musiktitel und kleine Änderungen. Diese Version erlaubte es dem Nutzer sich per Internet mit SegaNet zu verbinden und eigene Graffitilogos herunter- oder hochzuladen. Größtenteils wegen der Einstellung der Sega Dreamcast waren die Verkaufszahlen des Spiels relativ gering.

## Handlung
Das Spiel beginnt mit einer Eingewöhnung der Spielersteuerung und der Vorstellung einiger Graffitikünstler-Gangs des Spiels. Eine Antagonisten-Gangs – die Love Shockers – und die Protagonisten-Gangs GG's sind zwei der etlichen Gangs der virtuellen Welt. Die GG's-Gang, welche vom Spieler gesteuert wird, besteht aus mehreren Spielern, die sich nach den einsilbigen Namen Beat, Gum und Tab richten. Diese wenigen Individuen leben alle in Shibuya-cho; dem Gebiet der weiblichen Gang Love Shockers.
Durch die ganze Handlung wird der Protagonist von Captain Onishima verfolgt, der dem Protagonisten Inspector Zenigata aus Lupin III ähnelt. Die Polizei und das SWAT-Team sind ebenfalls ein Hindernis bei der Bekämpfung feindlicher Gangs. Professor K erklärt einige spezielle Teile des Spiels durch seinen Piratensender.
Andere Gangs, die als Gegner auftreten, sind die wie Semi-Cyborgs aussehenden Noise Tanks und Poison Jam, welche aggressiv und in Fischkostümen auftreten. Wenn der Protagonist eine Gang besiegt, übernimmt er ihren Besitz und ihr Gebiet.
Gegen Ende des Spiels wird der Protagonist von Anhängern der Goji Rokakku verfolgt; dem Anführer der Golden Rhinos. Wenn der Protagonist sich einmal das Gebiet der Golden Rhinos aneignet, muss er auf einem riesigen Plattenspieler Goji bekämpfen. An diesem Plattenspieler hat Goji ein „Indie record“ geschrieben, von dem angenommen wird, dass wenn es abgespielt wird, die Welt untergeht oder andere schlimme Dinge passieren.
Am Ende besiegt der Protagonist Goji.

## Charaktere
Einige Charaktere wurden gegenüber der japanischen Version umbenannt und werden hier in Klammern angezeigt.

### Hauptcharaktere
- Beat
- Combo
- Cube
- Gum
- Mew (Bis)
- Piranha (Sugar)
- Tab (Corn)
- Yo-Yo
- Garam
- Slate (Soda)

### Versteckte Charaktere
- Rokkaku Gouji
- Love Shockers
- Noise Tanks
- Poison Jam
- Pots

## Soundtrack
Der Upbeat Jet-Set-Radio-Soundtrack ist eine Kombination von Electronica, J-Pop, Trip-Hop, Big Beat und Hip-Hop. Das Label Polydor Records veröffentlichte die Musik von Hideki Naganuma und ausgewählte Songs des Soundtracks 2000 auf CD.
1. Funky Radio – B.B. Rights
2. Mischievous Boy – Castle Logical
3. Just Got Wicked – Cold (NTSC nur englische Version)
4. Miller Ball Breakers – Deavid Soul
5. On the Bowl – Deavid Soul
6. Up-Set Attack – Deavid Soul
7. Yappie Feet – Deavid Soul
8. Yellow Bream – F-Fields
9. Magical Girl – Guitar Vader
10. Super Brothers – Guitar Vader
11. Grace and Glory – Hideki Naganuma
12. Humming the Bassline – Hideki Naganuma
13. Let Mom Sleep – Hideki Naganuma
14. Moody’s Shuffle – Hideki Naganuma
15. Rock It On – Hideki Naganuma
16. Sneakman – Hideki Naganuma
17. Sweet Soul Brother – Hideki Naganuma
18. That’s Enough – Hideki Naganuma
19. OK House – Idol Taxi
20. Improvise – Jurassic 5 (nur englische & europäische Versionen)
21. Patrol Knob – Mix Master Mike (NTSC englische & PAL europäische Versionen)
22. Slow – Professional Murder Music (NTSC nur englische Version)
23. ’Bout the City – Reps
24. Everybody Jump Around – Richard Jacques
25. Dragula – Rob Zombie (NTSC nur englische Version)
26. Electric Tooth Brush – Toronto
27. Recipe For The Perfect Afro – Feature Cast (NTSC englische & PAL europäische Versionen)
28. Many Styles – O.B. One (NTSC englische & PAL europäische Versionen)
29. Funky Plucker – Semi Detached (NTSC englische & PAL europäische Versionen)

## Fortsetzungen und alternative Versionen

### Jet Set Radio Future
Eine Fortsetzung von Jet Set Radio ist Jet Set Radio Future, die für Microsoft Xbox entwickelt wurde und am 22. Februar 2002 in Japan und am 14. März 2002 in Europa als Konsolenspiel erschien.

### Jet Set Radio Advance
Für Game Boy Advance wurde ebenfalls eine Version von Jet Set Radio 2003 veröffentlicht. Hierbei wurde die Vogelperspektive genutzt, jedoch verbleibt alles in Cel-Shading-Grafik. Die Levels erinnern an das Originalspiel „Jet Set  Radio“. Es wurde versucht die Tracks genau so gut wie in der Dreamcast-Version wiederzugeben.<-- was heißt das genau?? -> Dieses Spiel gibt es nur in englischer Sprache.

### De La Jet Set Radio
Nachdem einige Bugs in der japanischen Originalversion gefunden wurden, beschloss Sega eine neue Veröffentlichung unter dem Namen „De La Jet Set Radio“ rauszubringen. Die Version wurde in Japan nur durch Dreamcast Direct (jetzt: Sega Direct) verkauft und wurde damit eine der seltenen Dreamcast Titel. Das Gameplay dieser Version war einfacher zu erlernen. Außerdem erhielt sie Musik, Levels und Charaktere der europäischen und der US-Version. Der größte Teil der Menütexte war hier entgegen dem Original auf Englisch.

### Bomb Rush Cyberfunk
Mit Bomb Rush Cyberfunk erschien am 18. August 2023 für Windows PC und Nintendo Switch sowie am 1. September 2023 für PlayStation 4, PlayStation 5, Xbox One und Xbox Series X/S der geistige Nachfolger von Jet Set Radio. Das Spiel enthält ebenfalls eine Cel-Shading-Grafik, ähnliche Mechaniken sowie Soundtracks von Hideki Naganuma, der bereits Musik für Jet Set Radio komponiert hat.

## Auszeichnungen
- E3 2000 Game Critics Awards: Gewinner in der Kategorie Best Console Game
- 2001 Game Developers Choice Awards: Gewinner bei Excellenz in Visual Arts und Spielinnovation, Nominierung für das Spiel des Jahres
- 4th Annual Interactive Achievement Awards (2001): Nominierung für Spiel-Design, Spiel des Jahres, Konsolenspiel des Jahres, Konsoleninnovation, Originelle Musikzusammenstellung, Sound Design, und Visual Engineering